# Cophura acapulcae
Cophura acapulcae är en tvåvingeart som beskrevs av Pritchard 1943. Cophura acapulcae ingår i släktet Cophura och familjen rovflugor. Inga underarter finns listade i Catalogue of Life.